# Cratere Vettenia
Vettenia è un cratere sulla superficie di 4 Vesta.